# Elvíra Kastilská (1135)

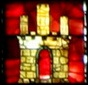
Kastilský znak (vitráž v Chartres)

Elvíra Kastilská (asi 1100 – 8. února 1135) byla sicilskou královnou jako první manželka sicilského krále Rogera II.

## Život
Narodila se ze čtvrtého manželství kastilského krále Alfonse VI. s Isabelou ze Sevilly a měla mnoho sourozenců, mj. královny Urraku Kastilskou a Terezu Portugalskou. Jejími strýci byli pak králové Sancho II. Kastilský a García I. Galicijský. Roku 1117 či 1118 se provdala za sicilského hraběte Rogera II. (1093–1154), s nímž se v roce 1130 stala první sicilskou královnou. Elvíra zemřela 8. února 1135 a Roger II. se znovu oženil až po 14 letech.

## Potomci
- Roger (asi 1121–1154), apulijský vévoda a hrabě z Lecce ∞ 1148 hraběnka Blanka z Lecce
- Tankred († 1143), kníže z Bari a Taranta
- Alfons († 1144), neapolský vévoda
- Jindřich († 1145)
- Adéla († po 1169), florentská hraběnka ∞ loritellský hrabě Robert II.
- Vilém I. Zlý (1126–1166), sicilský král ∞ 1150 navarrská princezna Markéta, dcera krále Garcíi VI.[5]